# Рита (река)
Рита (блр. Рыта; рус. Рита) река је која протиче преко територије Маларицког и Брестског рејона на југозападу Брестске области Белорусије. Лева је притока реке Мухавец (део басена реке Висле и Балтичког мора) у коју се улива недалеко од села Литвини. 
Данас извире на око 3,5 km узводно од места где прима своју најважнију притоку Малариту на крајњем југу Маларицког рејона, а раније је истицала из језера Кримна у Украјини (услед мелиорационих радова промењен је део њеног тока). Укупна дужина водотока је 62 km, а површина сливног подручја 1.730 km². Просечан проток у зони ушћа је око 5,9 m³/s. 
Део воде из реке усмерен је ка вештачком Лукавском језеру. Најважнија притока је река Маларита. У реку се улива и неколико мелиоративних канала. 